# Đoàn kết chính là sức mạnh
"Đoàn kết chính là sức mạnh" (giản thể: 团结就是力量; phồn thể: 團結就是力量; bính âm: Tuánjié jiùshì lìliàng Đoàn kết tựu thị lực lượng) là bài hát yêu nước của Trung Quốc sáng tác tháng 6/1943 do Mục Hồng viết lời và Lư Túc viết nhạc. Mặc dù bài hát được viết để kết thúc vở kịch opera cùng tên, bài hát đã trở nên phổ biến như một tác phẩm tuyên truyền chống Nhật giành độc lập, và nhanh chóng được sử dụng rộng rãi trong nhiều nhóm du kích Trung Quốc, đặc biệt là Đảng Cộng sản Trung Quốc. Bài hát vẫn là một bài hát yêu nước nổi tiếng ngày nay, và trong một cuộc thăm dò trực tuyến do Cục Quản lý Báo chí, Xuất bản, Phát thanh, Phim và Truyền hình tổ chức năm 2015, Đoàn kết là sức mạnh được bình chọn trong nhóm mười bài hát hàng đầu trong Chiến tranh Trung-Nhật.
Độ phổ biến của bài hát còn lan rộng tới Bắc Triều Tiên và Việt Nam. Ở Việt Nam bài hát có tên là "Kết đoàn" do Phạm Tuyên soạn lời. Trong thời kỳ xung đột giữa Việt Nam và Trung Quốc các tác phẩm liên quan đến Trung Quốc không được lưu hành.

## Lời
| Phồn thể | Giản thể | Phiên âm | Hán Việt | Tiếng Việt |
| --- | --- | --- | --- | --- |
| 团结就是力量 团结就是力量 这力量是铁 这力量是钢 比铁还硬 比钢还强 向着法西斯蒂开火 让一切不民主的制度死亡 向着太阳 向着自由 向着新中国 发出万丈光芒 重复 | 團結就是力量 團結就是力量 這力量是鐵 這力量是鋼 比鐵還硬 比鋼還強 向著法西斯蒂開火 讓一切不民主的製度死亡 向著太陽 向著自由 向著新中國 發出萬丈光芒 重複 | tuán jié jiù shì lì liáng tuán jié jiù shì lì liáng zhè lì liáng shì tiě zhè lì liáng shì gāng bǐ tiě huán yìng bǐ gāng huán qiáng xiàng zhuó fǎ xī sī dì kāi huǒ ràng yī qiē bù mín zhǔ dí zhì dù sǐ wáng xiàng zhuó tài yáng xiàng zhuó zì yóu xiàng zhuó xīn zhōng guó fā chū wàn zhàng guāng máng Chóngfù | Đoàn kết tựu thị lực lượng Đoàn kết tựu thị lực lượng Giá lực lượng thị thiết Giá lực lượng thị cương Bỉ thiết hoàn ngạch Bỉ cương hoàn cường Hướng trước Pháp Tây tư đế khai hỏa Nhượng nhất thiết bất dân chủ đích chế độ tử vong Hướng trước Thái dương Hướng trước Tự do Hướng trước Tân Trung Quốc Phát xuất vạn trượng quang mang Lặp lại | Kết đoàn chúng ta là sức mạnh Kết đoàn chúng ta là sắt gang. Đoàn kết ta bền vững. Dù sắt hay là gang, mà sắt với gang còn kém bền vững. Chúng ta thề đánh tan quân thù, thực dân, Đế quốc, sài lang với phe phản động, ta đập tan hoang. Tiến tiến mau mau cờ tự do đang reo hò trong ánh dương, Xây đời mới trong dân chủ mới! Lặp lại |